# Gudrun Baudisch-Wittke
Gudrun Baudisch-Wittke (née le 17 mars 1907 à Pöls dans le district de Judenburg et morte le 16 octobre 1982 à Salzbourg) est une céramiste, sculptrice et artiste peintre autrichienne. 

## Éducation
G. Baudisch grandit avec son père, le docteur Raimund Baudisch (1876 – 1936) et sa belle-mère, Rudolfine Cervonik (1884 – 1953), qui portent un grand intérêt à l’art et à la culture. C’est la raison pour laquelle ils encouragent tous les deux Gudrun dans son envie d’exercer un métier artistique. En 1922, Gudrun intègre une école spécialisée dans la construction et les arts appliqués à Graz où elle travaille également pendant un an dans les cours de sculpture de Wilhelm Gösser.  Probablement grâce à son école, elle effectue un stage au sein de l’industrie d’argile Scheibbs. L’idée des « têtes » apparues en 1924 et caractéristiques de Gudrun Baudisch lui vient probablement de ses collègues de l’usine d’argile (Vally Wieselthier, Rudolf Knörlein). En 1923, elle commence à suivre un cours de céramique avec le professeur Hans Adametz qu’elle va suivre pendant trois ans et obtient son diplôme de son établissement à Graz en 1926. 

## Premiers travaux
En 1926, Gudrun Baudisch commence à travailler en tant que bénévole dans le département de design de la Wiener Werkstätte (Vienne). Avant la fin de cette même année, elle crée ses premiers modèles de céramiques en série. G. Baudisch conçoit 166 œuvres pour la Wiener Werkstätte, dont l’une des plus connues s’intitule Frauenkopf mit Schale (« tête de femme portant une écharpe »). Cette œuvre datant de 1926 connait par la suite de nombreuses modifications. En 1928, elle s’occupe avec Vally Wieselthier de la reliure du catalogue de la Wiener Werkstätte à l’occasion de leur 25e anniversaire. De 1926 à 1930, elle y occupe le poste de designer. Ses ornements très expressifs, ses têtes et ses meilleurs travaux artisanaux inspirent les artistes qui la côtoient. Cependant, le manque de ressources et la crise financière qui se profilent compromettent l’élan du domaine de la céramique.
En 1930, elle participe à l’exposition de l’association autrichienne des artisans à Vienne où elle présente deux sculptures grandeur nature. La même année, elle quitte de son plein gré les Wiener Werkstätte et fonde son propre atelier de céramique qui existera jusqu’en 1936 avec Mario von Pontoni.
En 1931, elle épouse l’ingénieur Leopold Teltscher.
Elle commence ensuite à réaliser des travaux architecturaux et des décorations en stuc pour plusieurs églises et bâtiments publics. Dans le cadre de sa collaboration avec l’architecte Clemens Holzmeister, elle prend également en charge les travaux d’architecture pour le palais présidentiel de Mustafa Kemal Atatürk à Ankara. De son travail ont été conservées les cinq silhouettes féminines en relief fabriquées en terre cuite qui garnissaient la cour des colonnes située au rez-de-chaussée du palais et dont la conception dérivait de l’influence de Josef Thorak et d’Anton Hanak. G. Baudisch s’occupe également de l’arrangement d’autres édifices de Clemens Holzmeister avec des plafonds en stuc et d’autres éléments d’aménagement intérieur, comme dans l’église paroissiale Mariahilf de Bregenz (1930-1932) et dans la Christus-Kirche de Vienne (1933), qui a été conçue comme église du souvenir destinée au regretté chancelier Ignaz Seipel. Clemens Holzmeister se rend ensuite en Turquie et en Grèce pour des raisons professionnelles, de sorte que la collaboration suivante entre lui et G. Baudisch ne peut avoir lieu qu’en 1956.
À l’occasion de la Allgemeine Deutsche Katholikentag (Journée générale allemande des catholiques) organisée à Vienne en 1933, G. Baudisch confectionne divers emblèmes catholiques, deux étendards processionnels, une cloche d’église et des fonts baptismaux. En 1935, elle dessine la nouvelle pièce autrichienne de 1 schilling. En 1934, elle reçoit le premier prix du Ministère des Finances autrichien non seulement pour son projet de pièce de 50 groschens mais aussi pour son projet de pièce de 1 schilling. Elle participe également au kiosque autrichien lors de l’exposition universelle de Bruxelles en 1935. La même année, elle est nommée membre adhérent du Künstlerverband Österreichischer Bildhauer (Union artistique autrichienne des sculpteurs). Étant donné que la conjoncture économique est défavorable à ce moment-là, G. Baudisch se retire à la campagne, au sein de la Zinkenbacher Malerkolonie (Colonie des peintres de Zinkenbach) pendant l’été.
En 1936, elle divorce de Leopold Teltscher.

## Activité en Allemagne pendant la période nazie
En 1936, G. Baudisch s’installe à Berlin. Le nom de Josef Thoraks, qui était déjà parvenu à s’établir comme peintre sous le troisième Reich et avait rencontré G. Baudisch à Ankara, refait alors surface. En Allemagne, de bonnes conditions de travail sont proposées aux artistes depuis 1934 à travers le « décret du 1 % artistique », même si le « renouvellement de l’art » convoité par le régime national-socialiste n’est pas du goût de tout le monde.
Dans le cadre de ses travaux pour le régime nazi, elle rencontre l’officier Karl Heinz Wittke (1908-1978) en 1938. Celui-ci s’occupe de l’artiste lors de son travail à la Hermann-Göring-Kaserne. Le 17 décembre 1940, elle se marie en secondes noces avec lui. Son conjoint se révèle être un homme d’affaires compétent, ce qui lui permet également de mener une activité artistique épanouie et sans limites. Avec ses premiers revenus importants, G. Baudisch achète en 1937 une maison à Hallstatt (Hallstatt n° 16) que la famille juive d’Alfred Eichmann doit vendre à cause de l’aryanisation.
G. Baudisch réalise des travaux décoratifs (plafonds et murs en stuc, décoration de cheminées) dans le château de Hakenburg, résidence privée du ministre de la Reichspost (service de poste allemand) Wilhelm Ohnesorg. Elle décore également le consulat général d’Italie et l’ambassade d’Espagne à la demande de la direction des travaux publics du Reich. Son travail ne limite cependant pas à Berlin : elle reçoit également des commandes pour Schwerin, Posen, Hambourg et Nuremberg. Elle réalise le mémorial de Tannenberg en Prusse-Orientale avec un mur en terre cuite et les emblèmes de l’armée de l’air.

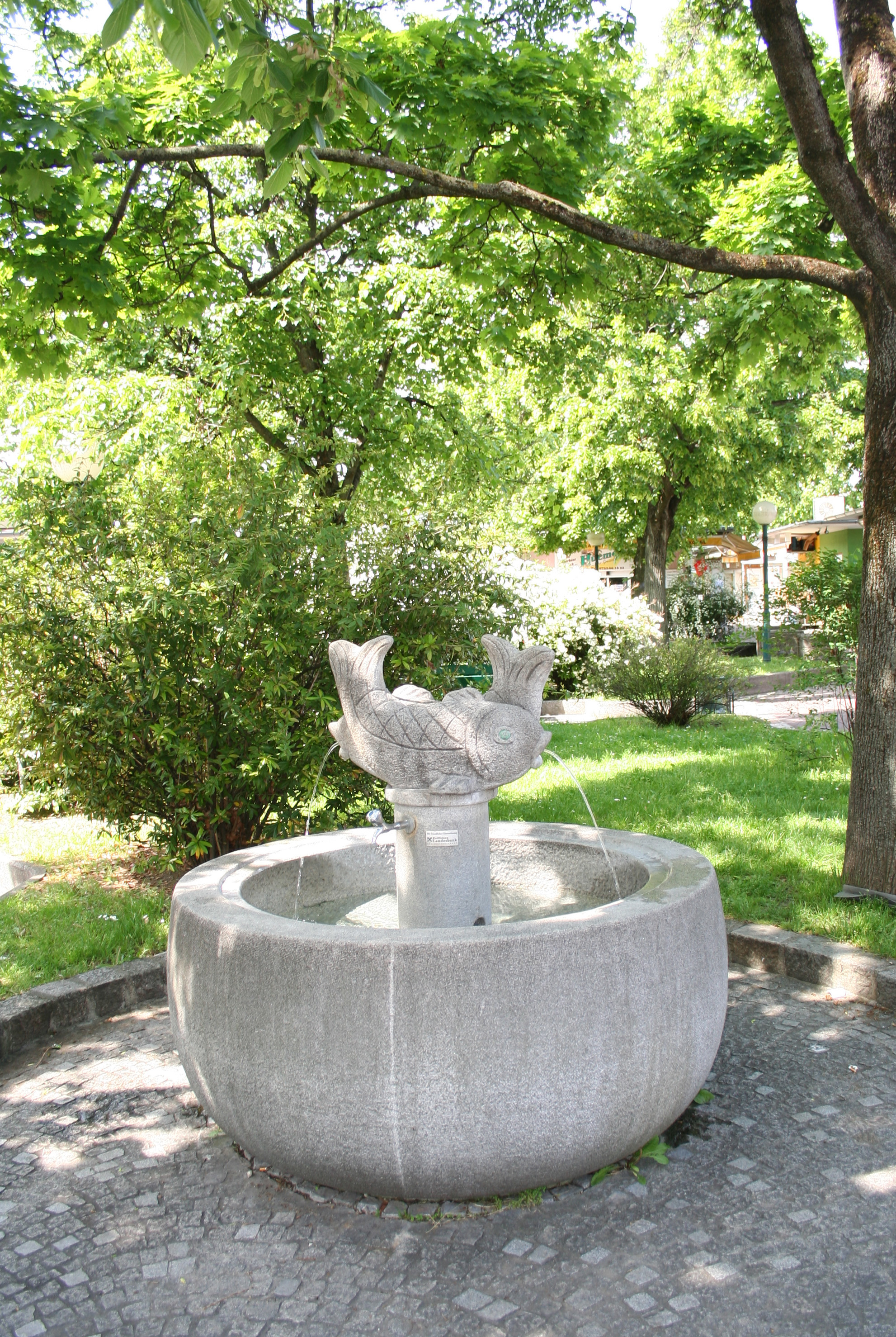
La fontaine aux poissons de Gundrun Baudisch à Linz

## Activité en Autriche durant l’après-guerre
En 1944, G. Baudisch s’installe avec son mari à Hallstatt. En 1945/46, G. Baudisch fonde l’atelier de céramique Keramik Hallstatt, également appelé « Halltstatt-Keramik » ou « Hallstätter Keramik » à ses débuts. Elle le dirige jusqu’en 1977, avant de le céder à Erwin Gschwandtner qui le léguera à ses les fils, actuels propriétaires. Cet atelier donne naissance à des œuvres originales ainsi qu’à des séries. Parallèlement, G. Baudisch fournit des esquisses de formes et de décors à la marque « Gmundner Keramik ». Le 30 juin 1947, elle passe le brevet professionnel de poterie après avoir reçu sa licence le 30 avril de la même année. Ses travaux sont plus orientés vers le succès commercial (céramique utilitaire, poêles en faïence) qu’artistique des produits. Son célèbre service à moka au design scandinave réalisé en collaboration avec l’architecte russe Anna-Lülja Praun (1906-2004) fait figure d’exception.
Wolfgang von Wersin, qui habite à Bad Goisern, un village voisin, encourage également G. Baudisch à créer de la vaisselle. Tous deux fervents défenseurs de l’association des artisans, ils adhèrent en 1952 à l’association d’artistes MAERZ. Lorsque W. von Wersin renonce à ses fonctions au cours de l’Assemblée générale de l’Oberösterreichischer Werkbund (Association des artisans de Haute-Autriche), G. Baudisch prend sa succession.
Son œuvre la plus importante est le plafond en stuc réalisé en 1948 pour la résidence thermale de Bad Gastein. En revanche, le projet de plafond en stuc développé entre 1951 et 1954 pour le Cabinet doré du Palais du Belvédère ne voit jamais le jour. En 1954, elle reçoit l’ordre de décorer un plafond en stuc dans la salle du Burgtheater de Vienne. Pour des raisons de santé, elle se voit néanmoins dans l’obligation de céder sa place à Hilda Schmid-Jesser.  
Entre 1959 et 1966 elle réalise, à nouveau en collaboration avec Clemens Holzmeister, la décoration en céramique du Festspielhaus de Salzbourg. En 1980, elle crée la plastique du « Porzellanbaum » (arbre en porcelaine) pour le ORF-Studio de Salzbourg. Elle avait déjà utilisé des variantes du motif d’arbre dans d’autres travaux (par exemple avec l’arbre de la vie dans le domaine de Holzleiten à Rüstorf).

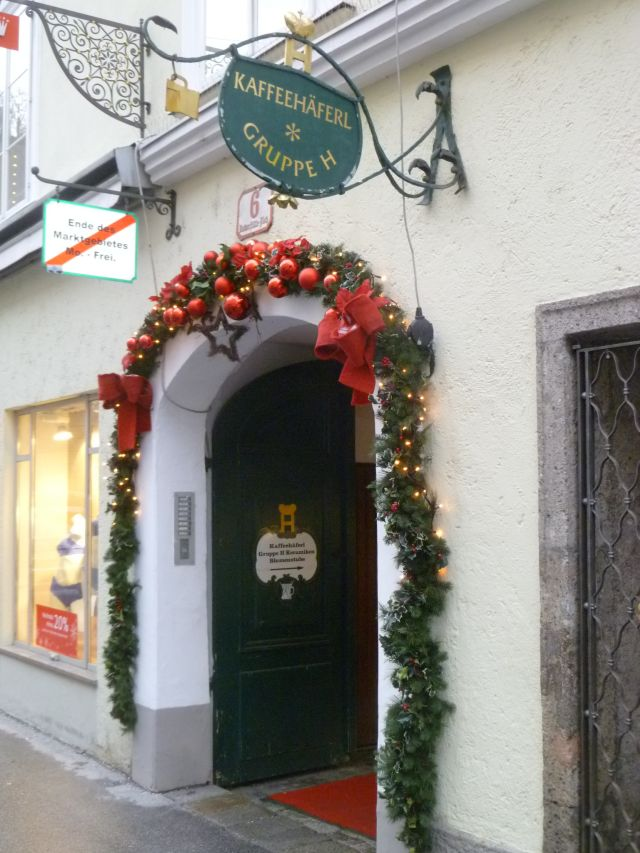
Enseigne du groupe H sur la Universitätsplatz de Salzbourg

En 1968, elle co-fonde la communauté de travail « Groupe H »  (H pour Hallstatt et Hohenberg) avec Johann Hohenberg qui reprend en 1968 la Gmunder Keramik. En 1969 est fondé le local de vente du « Groupe H » à Salzbourg (dans un passage couvert près de l’Universitätsplatz 6). L’enseigne historique est toujours accrochée au bâtiment, bien que le magasin a été installé en 1982.
En 1974, G. Baudisch-Wittke déménage à Salzbourg avec son mari dans une petite habitation de la vieille ville près de l’Universitätsplatz, où elle réside jusqu’à sa mort. Elle se fait également installer un atelier dans le quartier de Riedenburg dans lequel elle continue la poterie. 

## Œuvres
- Vers 1961, fontaine aux poissons en céramique dans l’école  Dr.-Ernst-Koref-Schule à Linz

## Distinctions
- 1934 Premier prix du concours numismatique du Ministère autrichien des Finances
- 1961 Grade de professeur
- 1962 Prix bavarois de la Chambre des métiers de Munich
- 1964 Médaille d’argent lors de l’exposition internationale de céramique à Prague
- 1965 Médaille d’or lors de la 23e exposition internationale de céramique à Faenza
- 1971 Citoyenne d’honneur de Hallstatt